# Xã Moreau, Quận Perkins, Nam Dakota
Xã Moreau (tiếng Anh: Moreau Township) là một xã thuộc quận Perkins, tiểu bang Nam Dakota, Hoa Kỳ. Năm 2010, dân số của xã này là 20 người.